# Pastaŭski rajon
Pastaŭski rajon (ryska: Поставский район, vitryska: Пастаўскі раён) är ett distrikt i Belarus.   Det ligger i voblasten Vitsebsks voblast, i den norra delen av landet, 140 km norr om huvudstaden Minsk.